# Kökar
59°56′N 20°53′Ø / 59.933°N 20.883°Ø
 Kökar ? Kommune er den sydligste af Ålandsøernes 16 kommuner: Den ligger sydøst for Föglö i Ålands sydøstlige skærgård. Kökar har cirka 300 indbyggere og har et areal på 57,80 km². Kökars hovedby er Karlby.
Kommunens navn dukker for første gang op på skrift i det 13. århundrede. Dengang der var et
franciskanerkloster på Kökar. Der er færgeforbindelse til Långnäs, i Lumparland på fasta Åland og Galtby ved landsbyen Korpo i Finland.
Kommunens byer er Hellsö, Karlby, Kyrkogårdsö, Munkvärvan (del af Överboda), Vålö (del af Hellsö), Österbygge og Överboda. Der er også arealerne Kalen og Sommarön, bakken Otterböte (med bronzealderboplads), øerne Flattö, Idö (naturreservat siden 2005), Karlbylandet, Kökarsören (med fyrtårn), Mörskär, Ubbenholm, Oppsjön sø, færgehavnen Harparnäs samt sundet Hamnö sund.
Kökars Folkeskole, der ligger ved Karlby ström, har 35 elever fra 1-9 skoleår, 6 lærere og et kommunebiblotek.

## Franciskanerne
I begyndelsen af 1400-tallet anlagdes et franciskanerkloster på Kökar ved søruten mellem Sverige og Finland. Det blev ødelagt af Gustav Vasa, men gennem arkæologiske undersøgelser har man fundet flere velbevarede husfundamenter. I klosterkælderen, som blev kapel i 1979, kan nogle af de arkæologiske fund beses. Den nuværende Sankt Anna Kirke fra 1784 står delvis på den gamle klosterkirkes grund. I nutiden afholdes der på Kökar en årlig franciskusfest.

## Turisme
Sankt Anna Kirke fra 1784 har foruden klosterruinerne et lille museum.
Ved Otterböte fandt man i 1918 en bronzealderboplads fra 1150–1050 f. Kr.
Syd for Kökar ligger den lille, finske ø Källskär som grundet sin beliggenhed og natur besøges af mange turister.